# Življenje kot v filmu (roman)
Roman Življenje kot v filmu je prišel izpod peresa mlade slovenske mladinske pisateljice Nejke Omahen. Izšel je pri založbi DZS leta 2000, ko je bila stara le 17 let. Sicer je to njeno tretje literarno delo. Od takrat je napisala še romane Dež (2001), Veliko srce (2002), Prigode Poprove Pipi (2004), Spremembe, spremembe (2007), Temno sonce (2009) ter Oh, ta kriza! (2010). Po romanu Življenje kot v filmu je bil posnet tudi istoimenski film.

## Vsebina
Glavna junakinja zgodbe je štirinajstletna Julija. Z bratom in očetom živi v mestu in njeno življenje se vrti okrog plesa, prijateljev in šole. Ko oče nekega dne napove, da se bodo preselili na vas k njegovi novi prijateljici, se mora Julija sprijazniti z dejstvom, da bo dobila sestro. Na začetku je vse dobro, nato pa se njeno življenje obrne na glavo. Jasna, ki je enake starosti kot Julija, poskrbi, da se Julija na vasi dobro počuti. Vse bolj jo občuduje, si sposoja njene obleke in ji poskuša biti podobna. Kmalu Jasna prevzame njeno identiteto in stvari se zapletejo. Zgodba se razplete v drvečem avtu, ko se družina vrača z napornega snemanja. Zgodi se nesreča, toda brez hujših posledic.

## Zbirka
Knjiga je izšla v zbirki Dober dan, roman! in sicer pod zaporedno številko 15. V isti zbirki so od njenih romanov izšli še Silvija, Dež, Veliko srce in Prigode Poprove Pipi.

## Priredbe
Po romanu je bil leta 2005 posnet tudi mladinski film z istim naslovom.